# Головуров
Голову́ров (укр. Головурів) — село, входит в Бориспольский район Киевской области Украины.
Население по переписи 2001 года составляло 1446 человек. Почтовый индекс — 08353. Телефонный код — 4595. Занимает площадь 2,486 км². Код КОАТУУ — 3220882901.

## Местный совет
08353, Киевская обл, Бориспольский р-н, с. Головуров, ул. Шевченко, 20